# China Petrochemical Corporation
La China Petrochemical Corporation (in cinese :中国 石油 化工 集团公司), chiamata anche Sinopec Group, è un'azienda cinese, attiva nel settore petrolchimico, nella raffinazione del petrolio. 
Tra i più grandi conglomerati al livello mondiale di raffinazione del petrolio, gas e petrolchimico, viene amministrata dal Consiglio di Stato della Repubblica popolare cinese attraverso dalla SASAC. Fondata nel 1998, ha sede a Chaoyangmenwai a Pechino.
Il Gruppo Sinopec si è classificato al 2º posto nella Fortune Global 500 List del 2020, con un fatturato di oltre 407 miliardi di dollari. Nel Forbes Global 2000 del 2020, la Sionpec è stata classificata come la 60a società pubblica più grande del mondo.
Nel 2020 la Sinopec è risultata una delle società pubbliche più dannose per il clima, a causa delle elevate emissioni combinate di gas serra emesse dall'azienda.